# Hypercompe pudorina
Hypercompe pudorina là một loài bướm đêm thuộc phân họ Arctiinae, họ Erebidae.